# Brachygalea cauquenensis
Brachygalea cauquenensis är en fjärilsart som beskrevs av Butler 1882. Brachygalea cauquenensis ingår i släktet Brachygalea och familjen nattflyn. Inga underarter finns listade i Catalogue of Life.